# Sia (zpěvačka)
Sia Kate Isobelle Furler (* 18. prosince 1975, Adelaide, Austrálie) je australská zpěvačka a textařka. Spolupracuje s Maddie Ziegler, dvaadvacetiletou americkou tanečnicí, herečkou a modelkou, která dosáhla velké pozornosti ve velmi nízkém věku, se kterou natočila 9 klipů: Chandelier (Maddie bylo v době natáčení 11 let), Elastic Heart, Big Girls Cry, Cheap Thrills, The Greatest, Rainbow (hit Rainbow se stal soundtrackem k filmu My Little Pony), Thunderclouds (LSD), No new friends (LSD) a Together.

## Život
V roce 1997 vydala své první album OnlySee.
Od roku 2005 spolupracuje s britskou kapelou Zero 7. Proslavila se především singly Titanium, She Wolf (Falling to Pieces), na kterých spolupracovala s francouzským DJem Davidem Guettou, písní Wild Ones s rapperem Flo Ridou, hitem Chandelier, který má na YouTube přes 2,3 miliardy zhlédnutí (leden 2021), nebo nejnovějším hitem Elastic Heart, na kterém taktéž spolupracovala se známou tanečnicí Maddie Ziegler a dále s hercem Shiou LaBeoufem. Díky albu 1000 Forms of Fear (2014) se stala známou.[zdroj?]
Roku 1997 se rozhodla přestěhovat do Londýna, kam následovala svou tehdejší velkou lásku Dana Pontifexe. V následujících týdnech se vracela pro některé své věci domů do Adelaide, přičemž během mezipřistání v Thajsku obdržela nepříjemný telefonát, ve kterém jí bylo oznámeno, že Dan v Londýně zemřel při autonehodě. Rozhodla se zůstat v Austrálii, poté ji ale kontaktoval spolubydlící, který sdílel příbytek s Danem, a nabídl jí možnost zůstat v Británii.
V roce 2000 podepsala smlouvu se Sony Music. Pod jejich záštitou roku 2001 v Británii vydala album s názvem Healing Is Difficult (mix R&B a jazzu), přičemž text stejnojmenné písně se potýká s bolestí z Danovy ztráty. Album obsahuje hity jako Drink To Get Drank a Little Man. Sia natolik propadla smutku, že postupně začala trpět depresemi, stala se z ní alkoholička a osoba závislá na lécích proti depresím a bolesti. V tomto období dokonce uvažovala o sebevraždě, což vyústilo v sepsání dopisu na rozloučenou. O sebevraždu se nakonec nepokusila. Toto pochmurné období trvalo 6 let.
Z tohoto stavu se úspěšně vyléčila kolem roku 2007, kdy se rozhodla znovu vrátit na hudební scénu. V té době se hovořilo o její sexuální orientace, protože veřejně oznámila svůj vztah s americkou hudebnicí Jocelyn JD Samson. Roku 2011 Sia a JD svůj vztah ukončily. V letech 2009 a 2010 byla Sia jmenována jednou z 25 nejvlivnějších Australanů homosexuální orientace. Když byla veřejně otázána na svou sexualitu, řekla: „Before I was actually successful I'd always said I've always dated boys and girls and anything in between. I don't care what gender you are, it's about people. I didn't just recently open up, I just recently got famous! I've always been... well, flexible is the word I would use.“ Přibližný překlad jejího tvrzení zní: „Řekla bych, že předtím, než jsem se stala úspěšnou, jsem vždycky randila s muži i ženami i lidmi, kteří spadali někam mezi ně. Nezajímá mě, jakého pohlaví ta osoba je, jde zkrátka o lidi. Nebylo to tak, že bych se náhle více otevřela, jenom jsem se zkrátka stala slavnou. Byla jsem vždycky... no, flexibilní, to je to slovo, jaké bych použila.“
Roku 2010 na své oficiální webové stránce oznámila, že ruší všechna svá plánovaná turné, kvůli špatnému zdravotnímu stavu. Prožívala extrémní pocity letargie, záchvaty paniky, úzkosti a nervová onemocnění. Na svém účtu Twitter poté zveřejnila, že jí byla diagnostikována Gravesova-Basedowova nemoc, která zapříčiňuje nesprávnou funkci štítné žlázy. O čtyři měsíce později v rozhovoru Sia uvedla, že se její zdravotní stav po delším odpočinku, lécích na štítnou žlázu a terapiích zlepšuje.
V červnu 2014 se Sia zasnoubila s tvůrcem dokumentárních filmů Erikem Andersem Langem a o dva měsíce později se v jejich domě v Palm Springs konala svatba. V roce 2016 se Sia s Erikem rozvedla.
Sia je veganka a je také známá tím, že si během svých vystoupení zakrývá tvář. Rozhodla se zachovat si plně své soukromí, nechtěla být jednou z osob, které jsou na ulici obklopovány novináři a fanoušky, a proto nosí paruky či klobouky s dlouhou ofinou, jež jí zakrývá tvář. Během vystoupení či rozhovorů se také často staví k publiku zády. Běžní posluchači se s její tváří nesetkají ani ve videoklipech jejích písní, kde ji kvalitně zastupuje teprve osmnáctiletá tanečnice Maddie Ziegler.
Sia je také známou autorkou písní, například hitu Diamonds napsaného pro Rihannu nebo Pretty Hurts, kterou nakonec nazpívala Beyoncé. Dále spolupracovala na písničkách s giganty, jako jsou Maroon 5, Britney Spears nebo třeba One Direction.

## Diskografie
- OnlySee (1997)
- Healing Is Difficult (2001)
- Colour the Small One (2004)
- Some People Have Real Problems (2007)
- We Are Born (2010)
- 1000 Forms of Fear (2014)
- This is Acting (2016)
- Everyday Is Christmas (2017)
- LSD (2019)
- Music (2021)
- Reasonable Woman (2024)